# Коммунальное кладбище Кандера
Коммунальное кладбище Кандера — кладбище провинции Реджо-Калабрия, расположенное в верхней части города, на холме Кондера. Состоит из двух отдельных блоков.
Это самое крупное кладбище из двадцати трех городских погостов, является важной исторической и архитектурной достопримечательностью.
Кроме захоронений в полях, есть колумбарии, склеп, урны, семьи гробниц и две великие святыни, посвященные жертвам землетрясения 1908 года и павшим во всех войнах.
Выделена территория для захоронения тел исламского сообщества.

## История

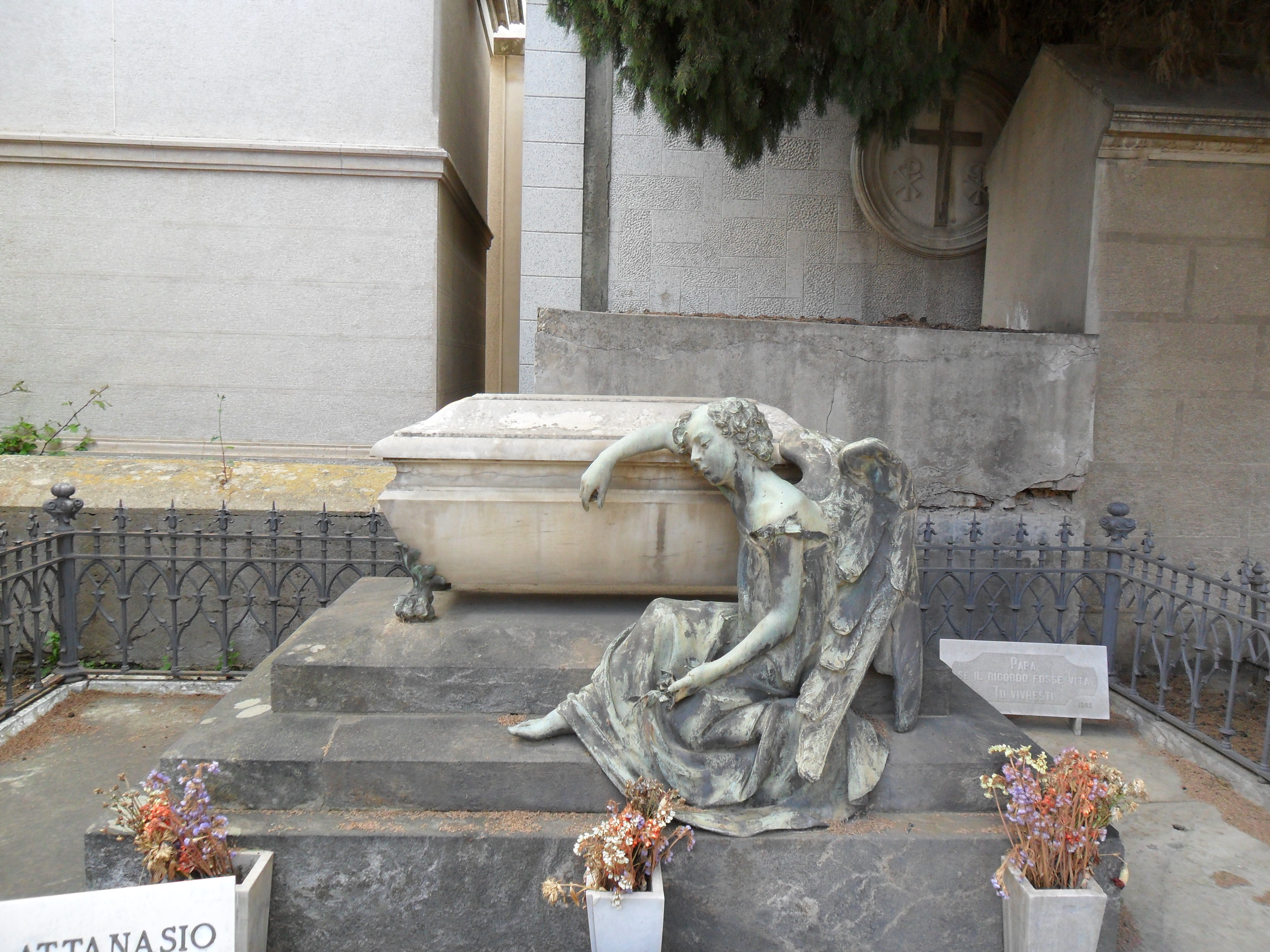
Надгробный памятник

Строительство монументального кладбища относится к 1783 году — в то время город пострадал от катастрофического землетрясения, которое сравняло его с землей. Погост был построен недалеко от города. Были похоронены более двух тысяч жертв землетрясения. Позднее здесь нашли покой погибшие при землетрясении 1908 года.
Старая часть занимает общую площадь около 78 000 м ² и сохраняет памятники тонкой работы, размещенные на гробницах и часовнях.

## Фотогалерея

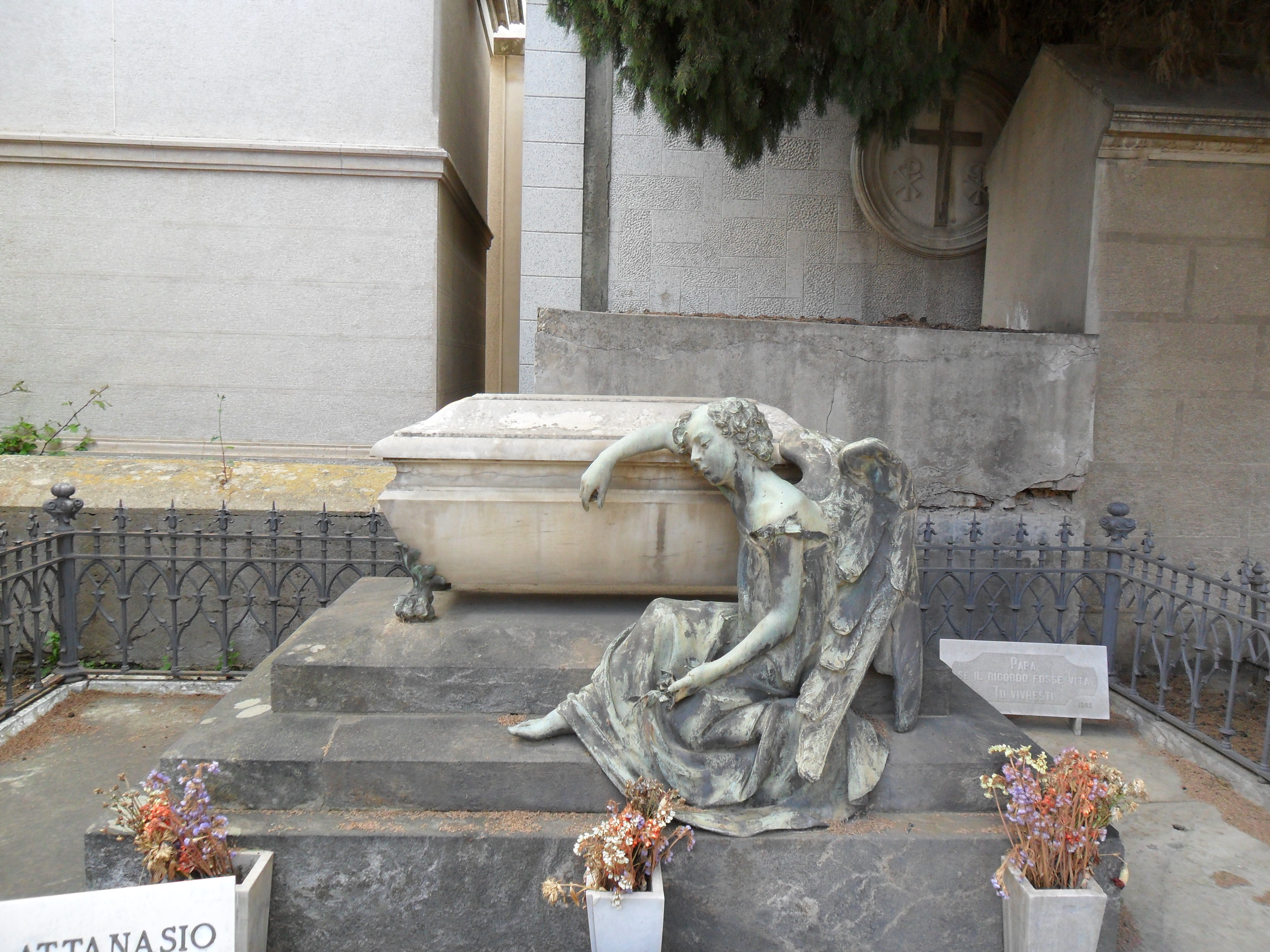
Monumento funerario
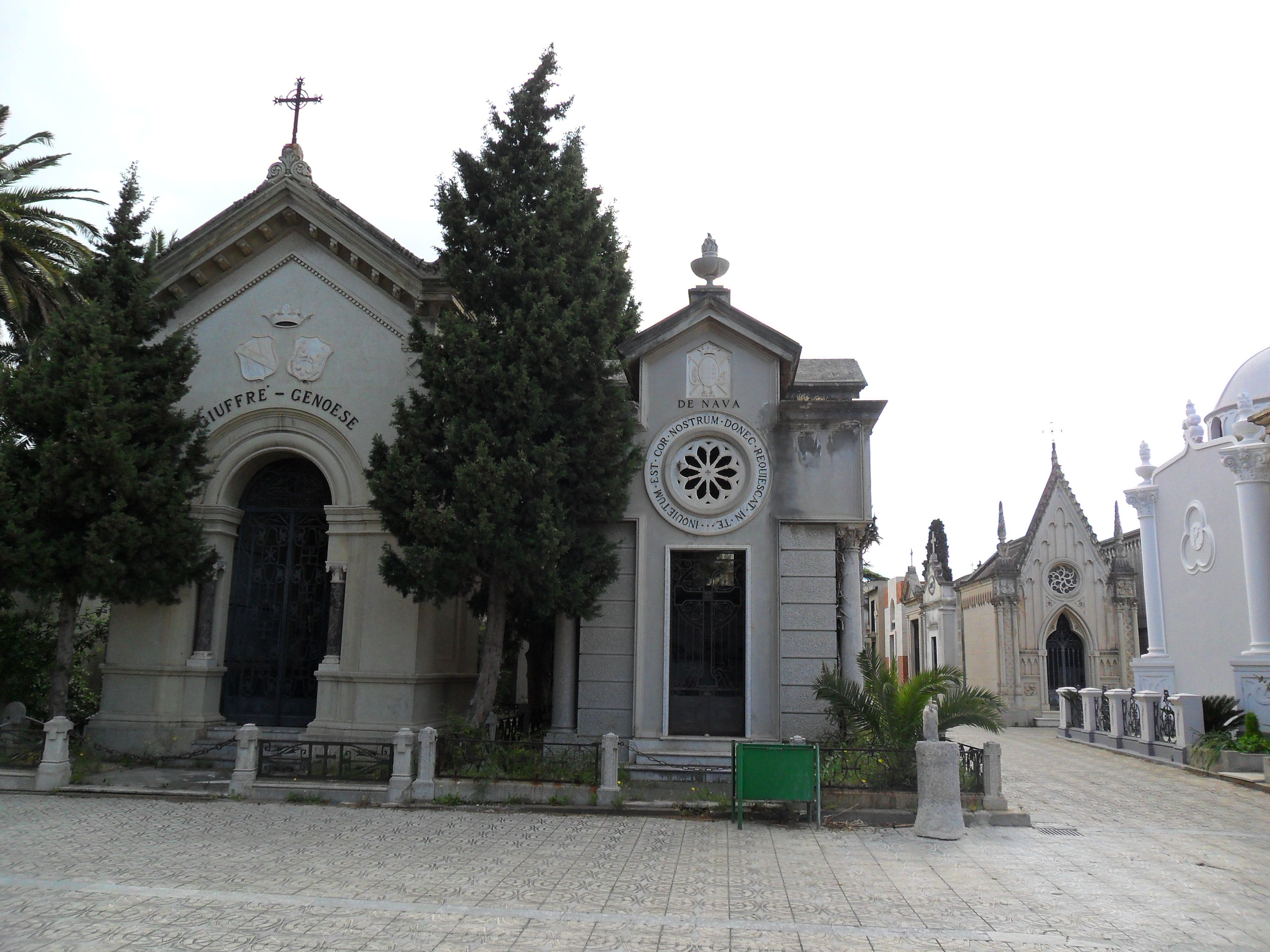
Capilla De Nava
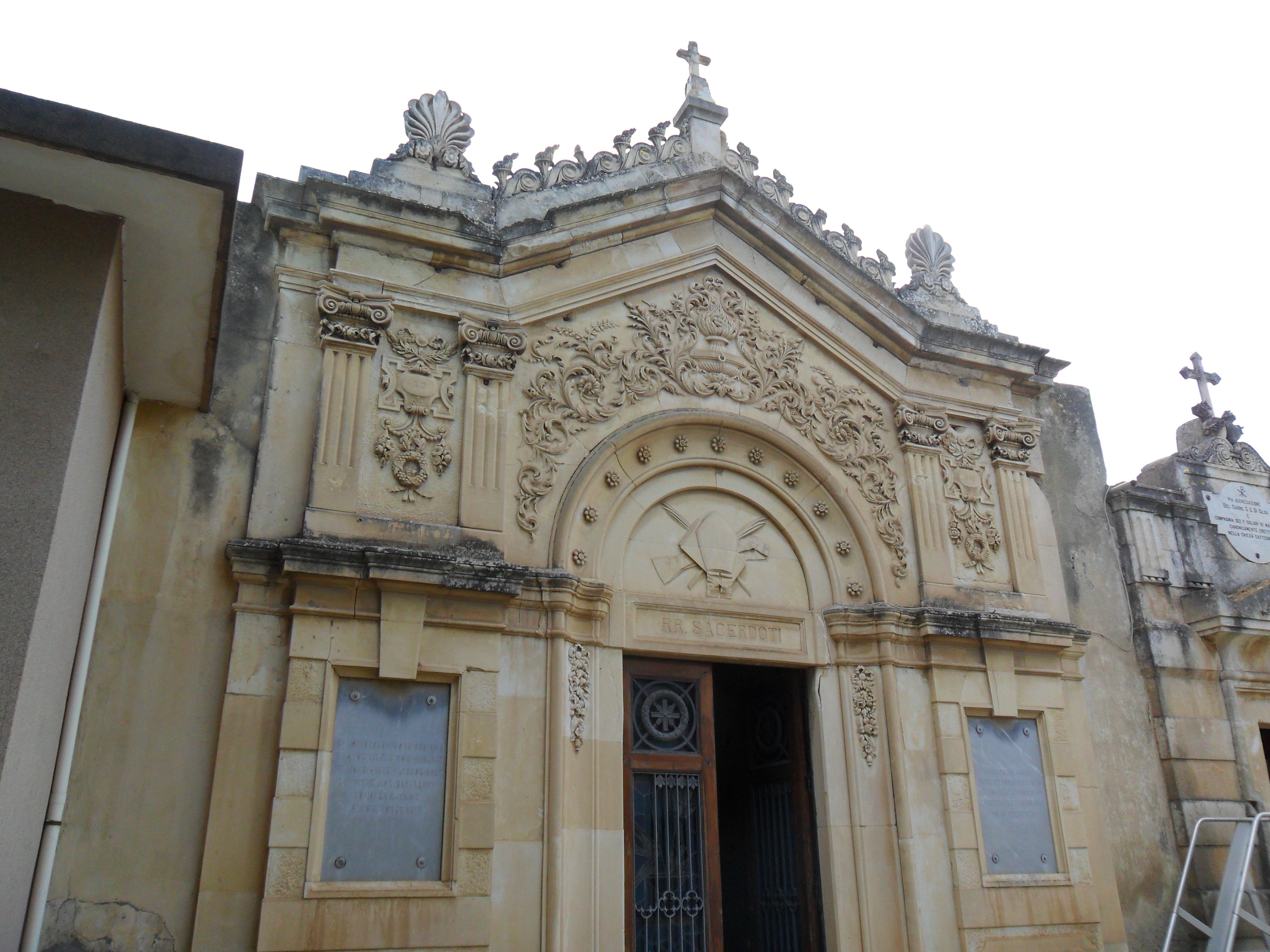
Capilla Sacerdoti
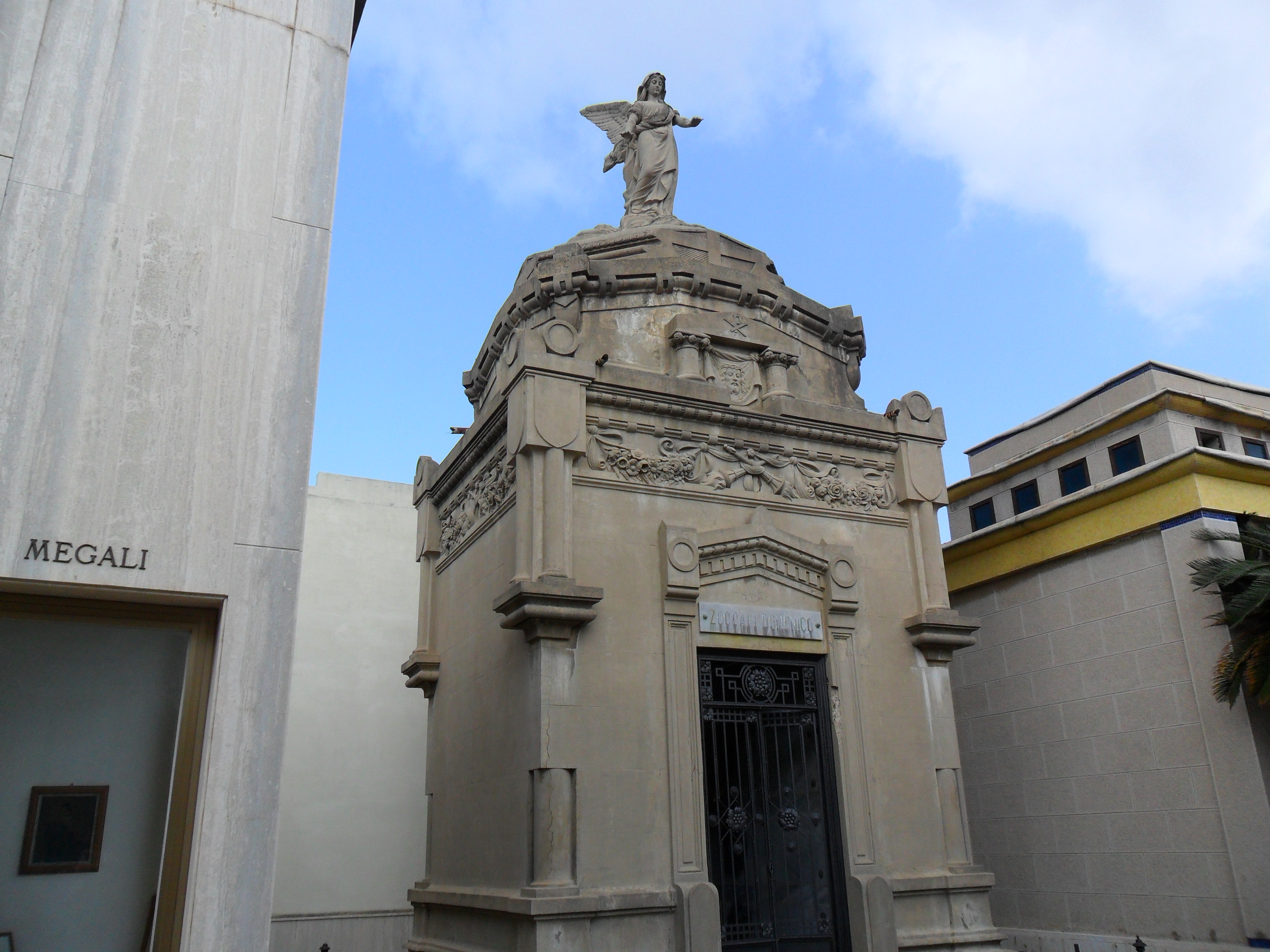
Capilla Zoccali
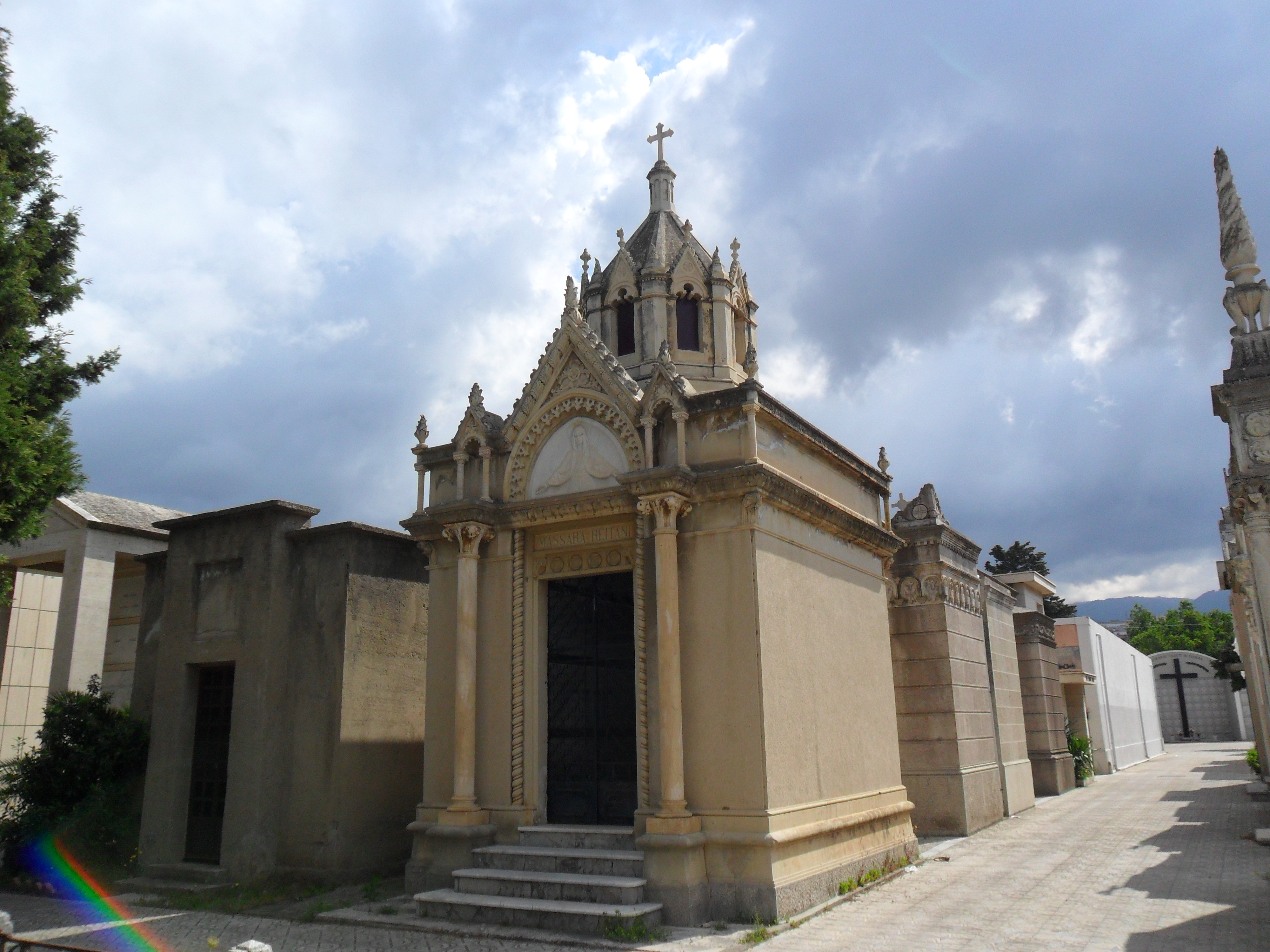
Capilla Massara-Reitani
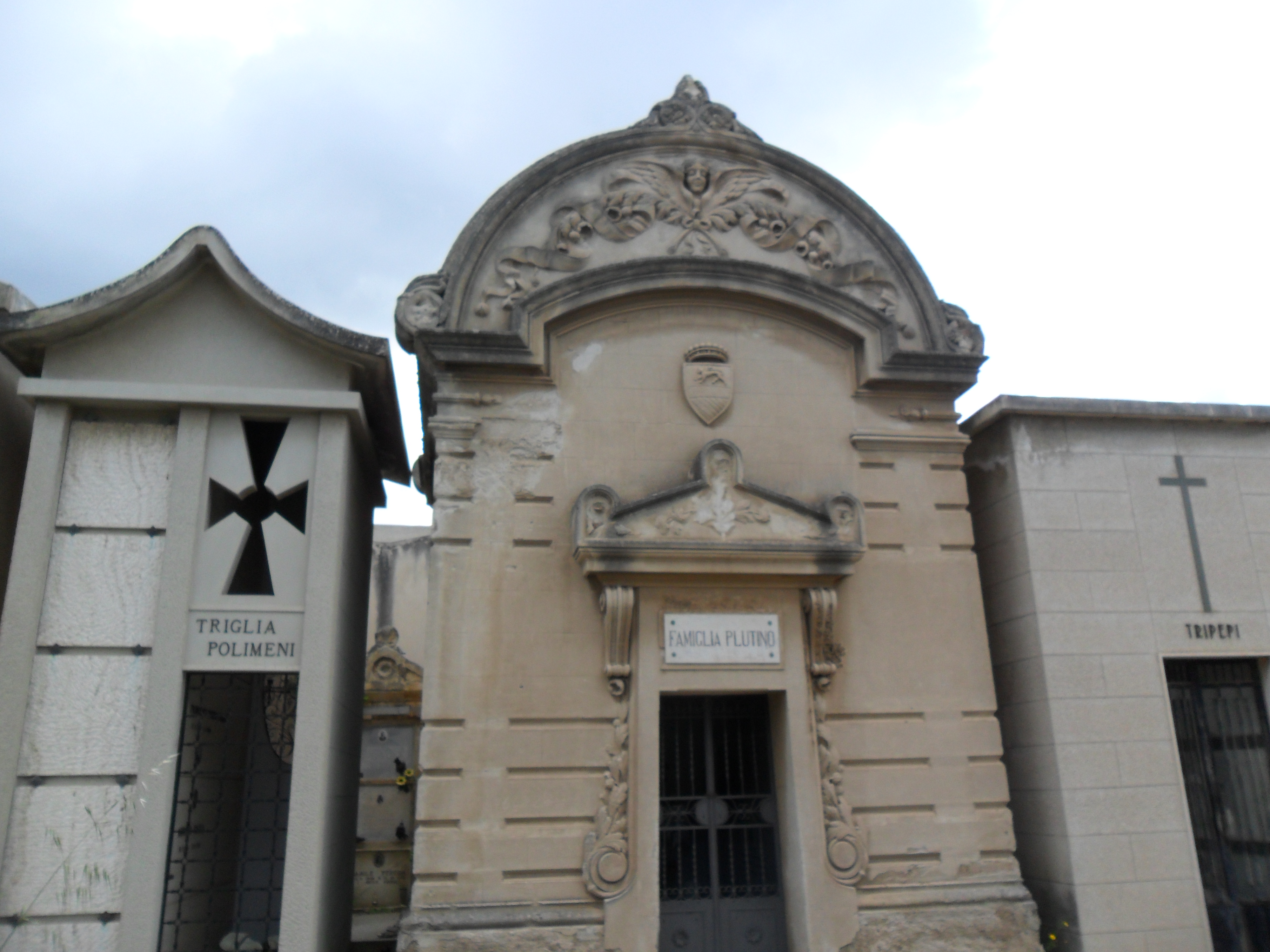
Capilla Plutino
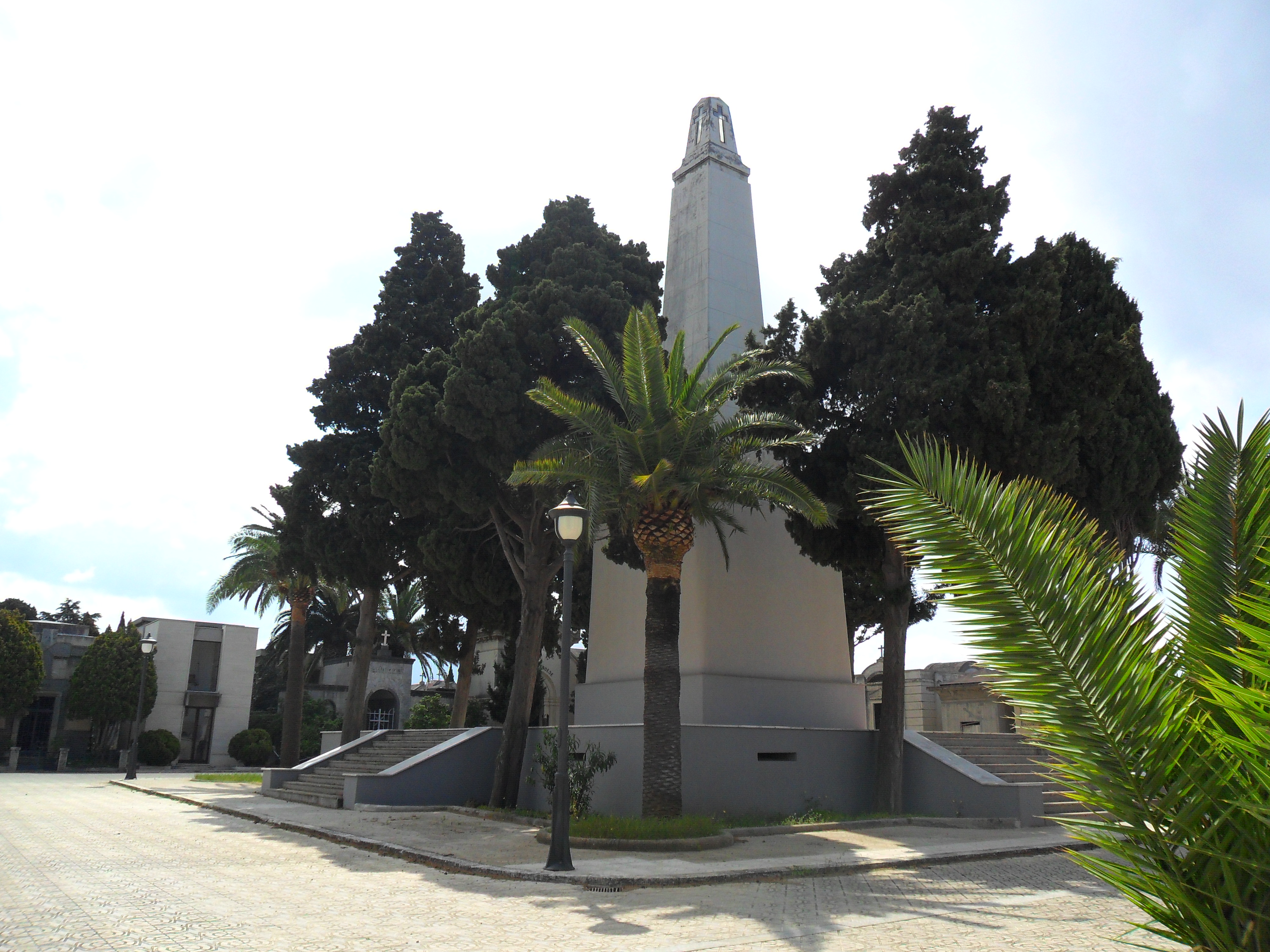
un Obelisco
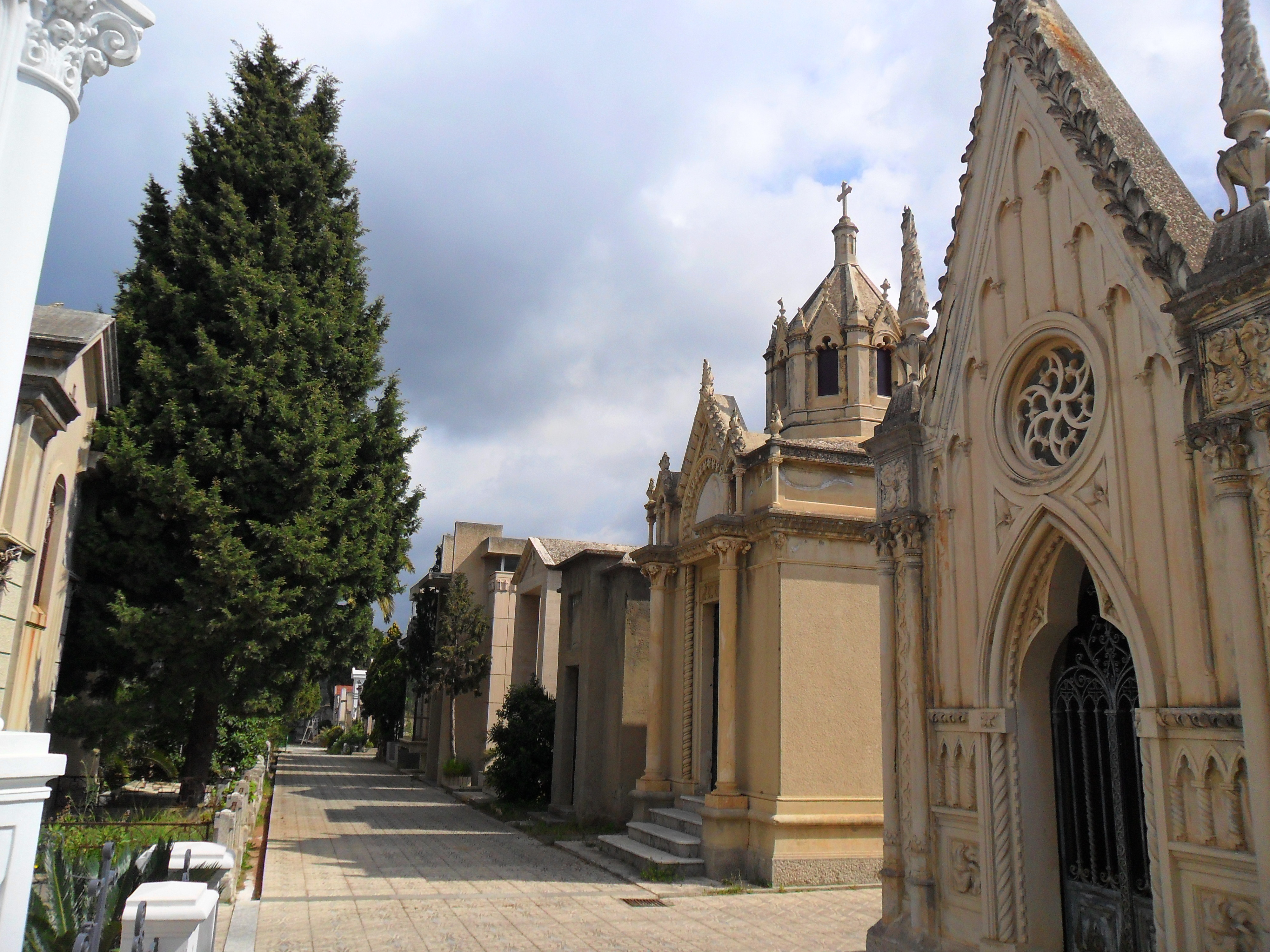
Capillas de estilo gótico
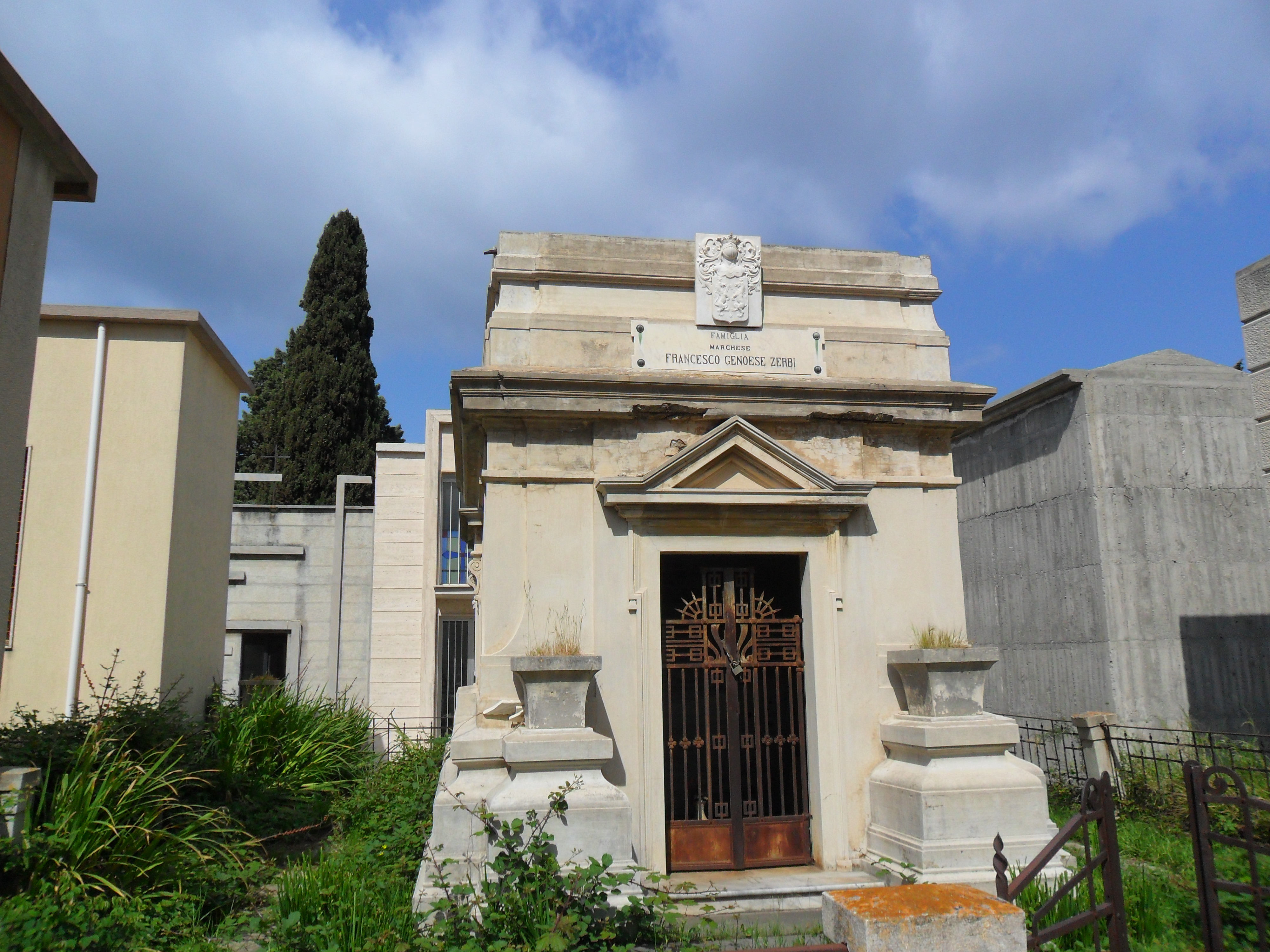
Capilla de la familia Genoese Zerbi
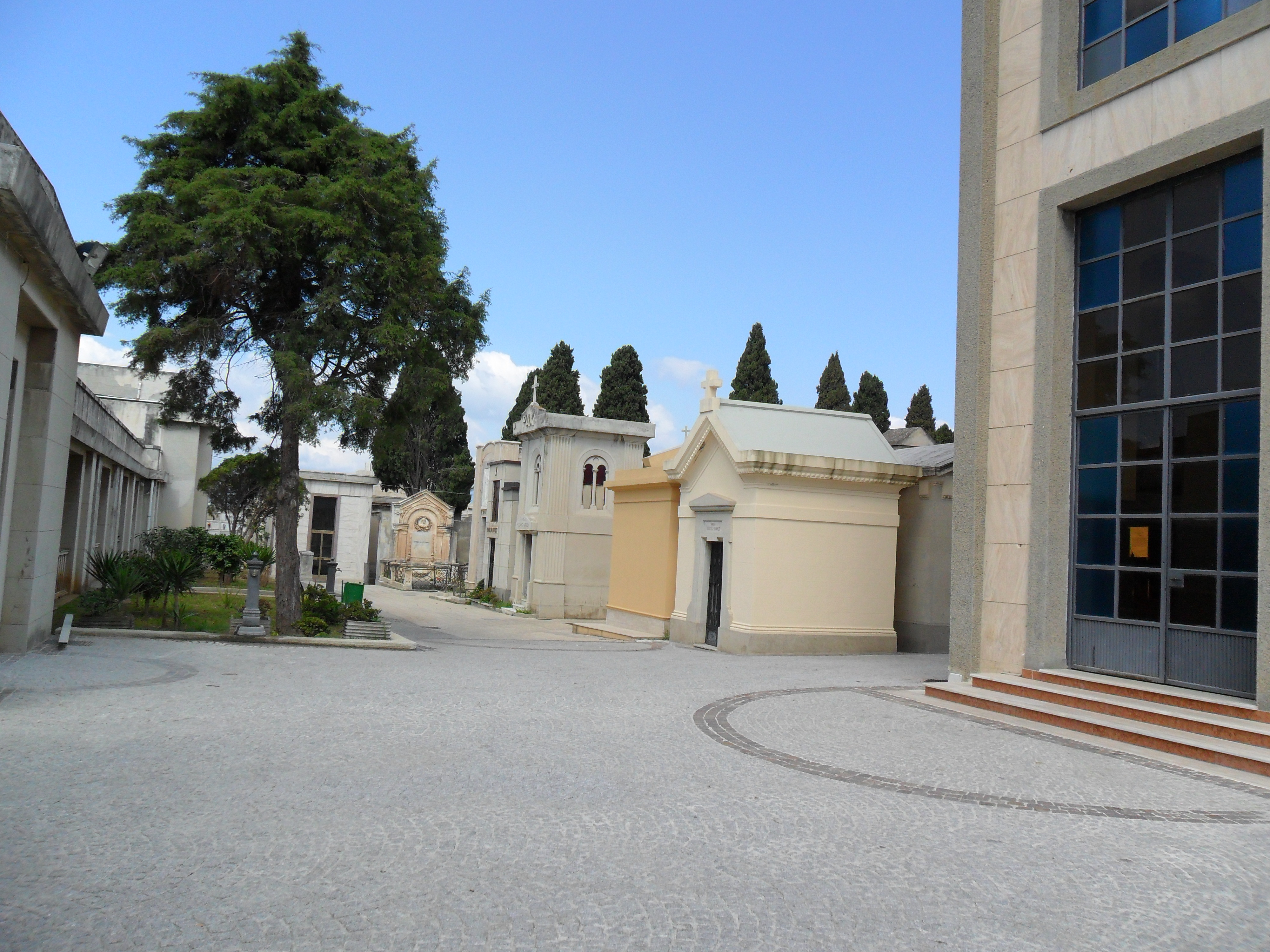
entrada del cementerio
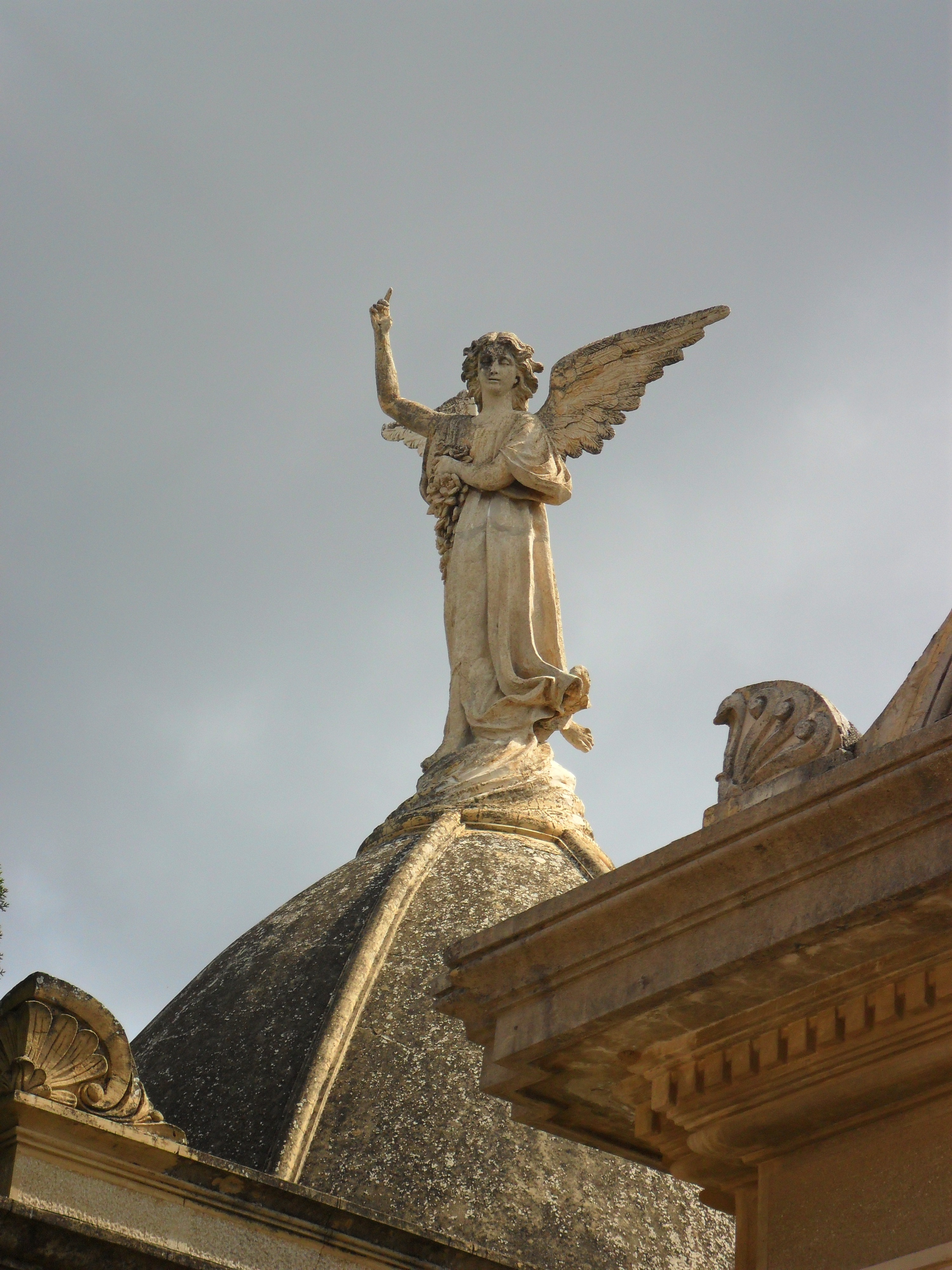
una estatua monumental que representa un ángel